# Экология Киева
Экология Киева — состояние и характеристики экосистемы города Киев. Наиболее значимые составляющие экосистемы: воздушный бассейн города, городские и пригородные источники воды, почвы города.

## Назначение земель
По данным на 2006 год:
- Общая площадь Киева в административных пределах составляет 839 км², или 83,9 тыс.га (0,14 % территории Украины); из них застроенная территория составляет 33,8 тыс. га или 40,4 %, из них земли жилищной застройки занимают 6,2 тыс. га.
- Под промышленными объектами занято 6,0 тыс. га, общественными постройками 6,7 тыс. га, улицами, площадями, набережными занято 5,0 тыс. га, объектами транспорта 2,2 тыс. га.
- Зелёная зона занимает в общих чертах города 56,3 тыс.га.
- Площадь зелёных насаждений общего пользования составляет 5,6 тыс.га.
- Водное зеркало города имеет площадь 6,7 тыс.га, в том числе городские объекты водного хозяйства имеют площадь свыше 2,3 тыс.га.
- Сельскохозяйственные угодья (пашня, многолетние насаждения, пастбища) в пределах городской полосы — 5,3 тыс.га.

Вопросами экологии Киева занимается Государственное управление охраны окружающей природной среды города Киева, которое с 2006 по 2010 год возглавлял Прогнимак Александр Владимирович.

## Загрязнение воздуха автотранспортом
Общий уровень загрязнения воздуха в Киеве составляет выше среднего по Украине и оценивается специалистами как высокий.
Специалисты определяют в воздухе Киева более двух десятков различных вредных примесей. Больше всего среди них диоксида серы, оксида углерода, диоксида азота, формальдегида и обычной пыли.
Главным загрязнителем воздуха, по данным департамента экологического контроля Министерства охраны окружающей природной среды Украины, являются автомобили. В Киеве автомобильный транспорт даёт 83,4 % всех вредных выбросов в атмосферу. Большинство автотранспортных средств по выбросам выхлопных газов удовлетворяет лишь нормам Евро-2. Большое количество автомобилей работает на низкооктановом бензине, в который добавляется мощнейший канцероген — тетраэтилсвинец. Выхлопные газы автомобилей особенно опасны для здоровья, так как их выброс осуществляется непосредственно в зону дыхания людей — в непосредственной близости от тротуаров в зоне активного пешеходного движения.
И без того высокая концентрация диоксида азота в воздухе Киева, по данным специалистов Центральной геофизической обсерватории Министерства Украины по вопросам чрезвычайных ситуаций, превышающая норму более чем в два раза, летом может увеличиваться в пять-шесть раз — за счёт большого скопления машин и определённых погодных условий.
В отдельные периоды, когда метеорологические условия способствуют накоплению вредных веществ в приземном слое атмосферы, концентрации примесей в воздухе могут резко возрастать — возникает смог.
Анализы загрязнения воздуха (по 20 показателям) свидетельствуют, что больше всего воздух загрязнён с марта по август, при этом пик приходится на май-июнь.
Около 80 % машин эксплуатируются более восьми лет, а потому не имеют специальных устройств для нейтрализации вредных веществ.

## Загрязнение промышленными предприятиями

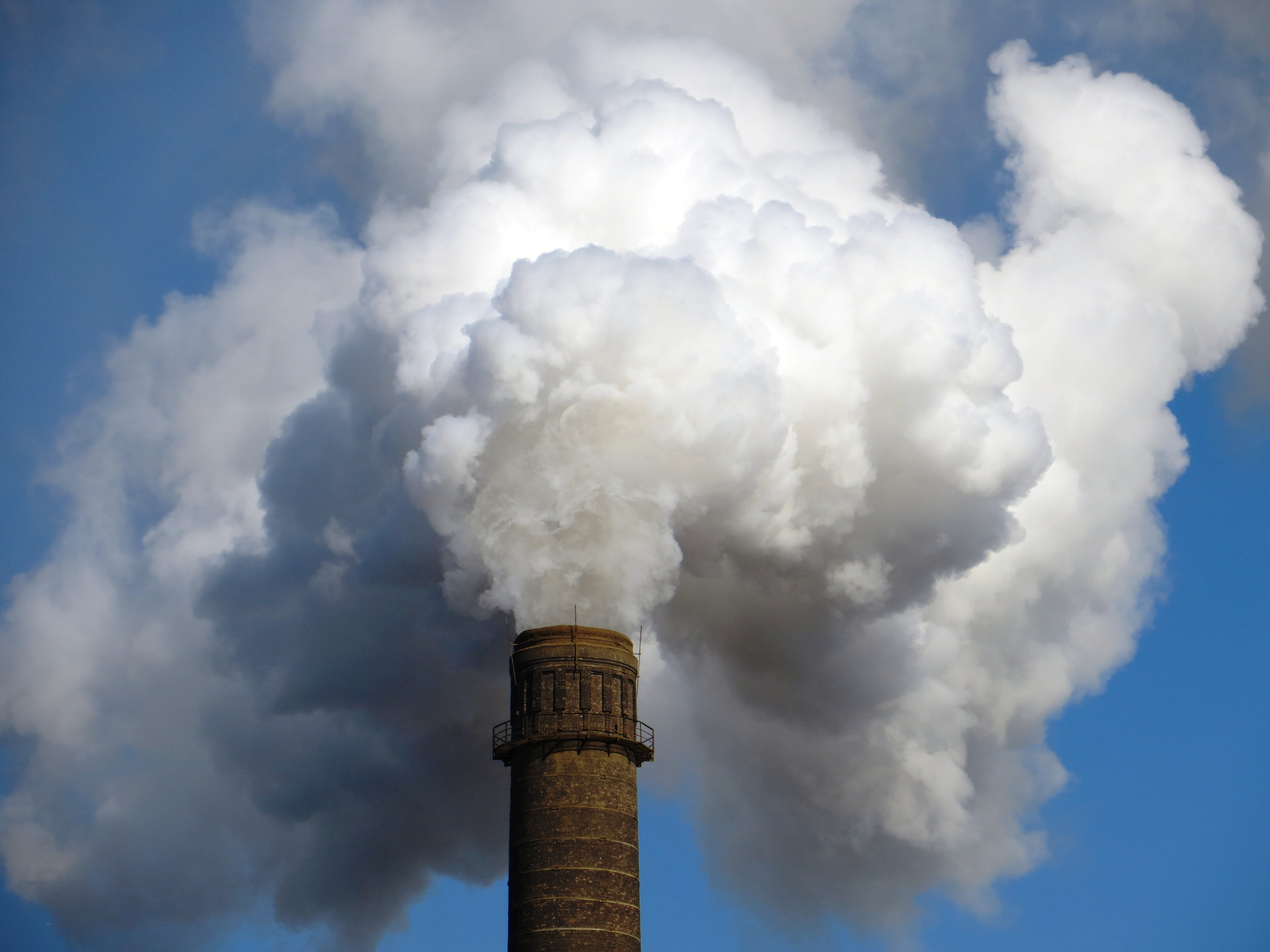
Труба Дарницкой ТЭЦ

В Киеве насчитывается более 1 тыс.больших и средних промышленных предприятий, коптящих небо из 24 тыс. труб [2].
Основные предприятия-загрязнители Киева, в порядке убывания [1]:
- ТЭЦ-5
- ТЭЦ-6
- Дарницкая ТЭЦ
- Мусоросжигательный завод «Энергия»
- ОАО «Корчеватский комбинат СМ»
- СТ-1
- СТ-2
- РК «Борщаговка»
- Киевский стеклотарный завод
- Дарницкий вагоноремонтный завод
- ЗАО «Киевский мясокомбинат»
- Бортничская станция аэрации

В последние годы в Киеве развернулось масштабное строительство и реконструкция. В процессе производства данных работ возникает огромное количество пыли.

## Зоны загрязнения воздуха
Наиболее высокое загрязнение воздуха в Киеве наблюдается в местах, прилегающих к автомагистралям и их перекрёсткам — на Демиевской, Дарницкой, Бессарабской, Харьковской площадях, улицах Телиги, Гагарина, Набережно-Крещатицкой, проспекте Соборности, Харьковском шоссе, бульварах Дружбы Народов и Леси Украинки [1].
Самый чистый воздух в Гидропарке, на проспекте Науки и в Национальном экспоцентре Украины.

## Водоёмы
Реки и более четырёх сотен озёр и прудов занимают 8 % территории Киева. Основным водным ресурсом города является Днепр. В пределах города ширина Днепра 400—600 м, глубина 6-12 м; на мелководьях ширина 800—1000 м, глубина 4-5 м Ледостав продолжается с конца ноября до начала марта [2].
По территории Киева протекают также Лыбедь, Сырец, Вита (правый приток Днепра), Горенка, Нивка (притоки Ирпеня). В целом водные объекты на территории города занимают площадь 6,7 тыс. га [2].
Повышению уровня подземных вод способствует застройка местностей. Подтоплены участки вдоль Лыбеди, низины Подола, районы Глубочицкого яра и ДВРЗ. Вода появляется в подвалах, размывает стены домов [2].
Гидрологический режим Днепра определяется станцией «Киев» (Гидропарк). Беспрерывно регистрируется уровень воды, её температура замеряется дважды в сутки.

### Озёра
В Киеве больше сотни озёр площадью более 1 гектара. В общем озёра занимают до 2 % площади города.
| название                                  | варианты названий              | площадь, га | расположение            | бассейн               | происхождение                | время появления                | координаты                      |
| ----------------------------------------- | ------------------------------ | ----------- | ----------------------- | --------------------- | ---------------------------- | ------------------------------ | ------------------------------- |
| Алмазное озеро                            | Лесное                         | 162,8       | Вигуровщина-Троещина    |                       | карьер гидронамыва           | начало 1980-х                  | 50°30′26″ с. ш. 30°38′55″ в. д. |
| озеро Тяглое                              |                                | 135         | Осокорки                | Осокорковские озёра   | заливное, карьер гидронамыва |                                | 50°22′42″ с. ш. 30°38′54″ в. д. |
| озеро Вырлица                             |                                | 110,1       | Осокорки                |                       | заливное, карьер гидронамыва |                                | 50°23′43″ с. ш. 30°39′42″ в. д. |
| Луковое озеро                             | залив Верблюд, Авлуково        | 95          | Оболонь                 |                       | заливное, карьер гидронамыва |                                | 50°32′11″ с. ш. 30°30′25″ в. д. |
| озеро Мартышев                            |                                | 90,4        | Нижние сады             | Осокорковские озёра   | заливное, карьер гидронамыва |                                | 50°22′02″ с. ш. 30°37′54″ в. д. |
| озеро Заплавное                           |                                | 70,8        | Бортничи                |                       | заливное, карьер гидронамыва |                                | 50°22′13″ с. ш. 30°41′26″ в. д. |
| Редькино озеро                            | Министерка                     | 45,1        | Оболонь                 |                       | заливное, карьер гидронамыва |                                | 50°32′23″ с. ш. 30°28′43″ в. д. |
| озеро Небреж                              |                                | 44,1        | Осокорки                | Осокорковские озёра   | заливное, карьер гидронамыва |                                | 50°22′47″ с. ш. 30°38′06″ в. д. |
| пруд № 15 р. Нивка                        |                                | 39,7        | Беличи                  | Святошинские пруды    | пруд                         |                                | 50°27′32″ с. ш. 30°19′56″ в. д. |
| озеро                                     |                                | 23,9        | Бортничи                |                       | заливное, карьер гидронамыва |                                | 50°21′38″ с. ш. 30°41′55″ в. д. |
| озеро Святище                             |                                | 23,8        | Нижние сады             | Осокорковские озёра   | карьер гидронамыва           |                                | 50°21′03″ с. ш. 30°38′11″ в. д. |
| Кирилловское                              | Опечень-2                      | 18          | Оболонь                 | озёра Опечень         | заливное, карьер гидронамыва |                                | 50°29′51″ с. ш. 30°29′37″ в. д. |
| озеро Заспа                               |                                | 17,1        | Жуков остров            |                       | ключевое                     |                                | 50°18′05″ с. ш. 30°36′16″ в. д. |
| Вербное озеро                             | Зеркалка                       | 16,7        | Оболонь                 |                       | карьер гидронамыва           | 1960-е                         | 50°29′23″ с. ш. 30°30′57″ в. д. |
| Радужное озеро                            | Радунка, Радуга                | 15,5        | Воскресенка             |                       | ключевое                     |                                | 50°29′05″ с. ш. 30°35′06″ в. д. |
| Иорданское                                | Опечень-1                      | 15,3        | Оболонь                 | озёра Опечень         | заливное, карьер гидронамыва |                                | 50°29′37″ с. ш. 30°30′07″ в. д. |
| озеро Коник                               | Конык                          | 15,1        | Жуков остров            |                       | ключевое                     |                                | 50°21′18″ с. ш. 30°33′43″ в. д. |
| Выдубицкое озеро                          |                                | 15          | Теличка                 |                       | заливное                     | 1845                           | 50°24′56″ с. ш. 30°34′28″ в. д. |
| Солнечное озеро                           |                                | 14          | Позняки                 |                       | карьер гидронамыва           | 1980-е                         | 50°25′09″ с. ш. 30°38′19″ в. д. |
| озеро                                     |                                | 13,6        | Бортничи                |                       | заливное, карьер гидронамыва |                                | 50°21′19″ с. ш. 30°41′50″ в. д. |
| озеро Тельбин                             |                                | 12,9        | Березняки               |                       | заливное                     | отделено в 1870                | 50°25′33″ с. ш. 30°36′29″ в. д. |
| озеро Ведро                               |                                | 12,3        | Чапаевка                |                       | ключевое                     |                                | 50°18′27″ с. ш. 30°33′24″ в. д. |
| озеро Подборная                           | Пидбирна, Пидбирная, Подбирная | 12,3        | Нижние сады             | Осокорковские озёра   | ключевое                     |                                | 50°22′48″ с. ш. 30°36′13″ в. д. |
| Лебединое озеро                           |                                | 12,1        | Позняки                 |                       | заливное, карьер гидронамыва |                                | 50°24′06″ с. ш. 30°38′42″ в. д. |
| пруд № 14 р. Нивка                        |                                | 11,4        | Святошино               | Святошинские пруды    | пруд                         |                                | 50°27′00″ с. ш. 30°20′47″ в. д. |
| озеро Опечень                             | Опечень-5, Луговое             | 10,7        | Оболонь                 | озёра Опечень         | заливное, карьер гидронамыва |                                | 50°30′43″ с. ш. 30°28′33″ в. д. |
| озеро Прорва                              | Прирва, Перерва                | 8,8         | Позняки                 |                       | пруд                         |                                | 50°25′20″ с. ш. 30°37′28″ в. д. |
| Среднее Вигуровское озеро                 |                                | 8,7         | Вигуровщина-Троещина    |                       | карьер гидронамыва           | начало 1980-х                  | 50°30′53″ с. ш. 30°37′38″ в. д. |
| Минское озеро                             | Птичье                         | 8,2         | Оболонь                 | озёра Опечень         | карьер гидронамыва           | 1960-е                         | 50°31′20″ с. ш. 30°28′19″ в. д. |
| Нижние Совские пруды                      |                                | 8           | Демиевка                | Нижние Совские пруды  | пруд                         |                                | 50°24′33″ с. ш. 30°29′56″ в. д. |
| Сапсаев пруд                              |                                | 8           | Пуща-Водица             | р. Котурка            | пруд                         |                                | 50°33′15″ с. ш. 30°20′51″ в. д. |
| озеро Лесное                              | Березка, Веселка               | 7,9         | Быковнянский лес        | руч. Пляховый         | пруд                         |                                | 50°27′47″ с. ш. 30°40′26″ в. д. |
| Русановское озеро                         |                                | 7,8         | Русановские сады        |                       | заливное                     |                                | 50°28′35″ с. ш. 30°33′55″ в. д. |
| Андреевское озеро                         | Богатырское, Пожарное          | 7,7         | Оболонь                 | озёра Опечень         | заливное, карьер гидронамыва |                                | 50°30′08″ с. ш. 30°29′12″ в. д. |
| озеро Горащиха                            |                                | 6,4         | Пуща-Водица             | р. Котурка            | пруд                         |                                | 50°32′06″ с. ш. 30°20′54″ в. д. |
| канал в Нижнем каскаде Вигуровских озёр   |                                | 6,2         | Вигуровщина-Троещина    |                       | карьер гидронамыва           | начало 1980-х                  | 50°29′48″ с. ш. 30°35′52″ в. д. |
| озеро Жандарка                            | Белое                          | 5,5         | Позняки                 |                       | ключевое                     |                                | 50°24′43″ с. ш. 30°37′10″ в. д. |
| озеро Конча                               |                                | 5,4         | Чапаевка                |                       | ключевое                     |                                | 50°19′38″ с. ш. 30°34′27″ в. д. |
| Волковатый залив                          |                                | 5,3         | Оболонь                 |                       | бывший залив                 | отделён в 1970-х не позже 1976 | 50°29′03″ с. ш. 30°31′24″ в. д. |
| озеро Серебряный Кол                      |                                | 5,3         | Позняки                 |                       | карьер гидронамыва           | 1980-е                         | 50°23′53″ с. ш. 30°37′28″ в. д. |
| пруд рыбхоза                              |                                | 4,9         | Теличка                 | Киеврыбхоз            | пруд                         |                                | 50°22′32″ с. ш. 30°34′18″ в. д. |
| Нижнее Вигуровское озеро                  |                                | 4,9         | Вигуровщина-Троещина    |                       | карьер гидронамыва           | начало 1980-х                  | 50°30′03″ с. ш. 30°37′07″ в. д. |
| Бабье озеро                               |                                | 4,6         | Труханов остров         |                       | заливное                     |                                | 50°28′09″ с. ш. 30°32′38″ в. д. |
| пруд в русле Северодарницкого мелиоканала |                                | 4,5         | парк Победы             | Северодарницкий канал | пруд                         | 2004-2005                      | 50°28′01″ с. ш. 30°36′17″ в. д. |
| Верхнее Вигуровское озеро                 |                                | 4,4         | Вигуровщина-Троещина    |                       | карьер гидронамыва           | начало 1980-х                  | 50°31′30″ с. ш. 30°37′48″ в. д. |
| озеро Ерик                                |                                | 4,3         | Теличка                 |                       | ключевое                     |                                | 50°22′30″ с. ш. 30°33′41″ в. д. |
| озеро Нижний Тельбин                      |                                | 4,2         | Позняки                 |                       | заливное                     | отделено в 1870                | 50°25′08″ с. ш. 30°36′07″ в. д. |
| озеро Дворец                              | Двирец                         | 1,8         | Пуща-Водица             | р. Котурка            | пруд                         |                                | 50°32′34″ с. ш. 30°20′25″ в. д. |
| озеро Вязки                               |                                | 4,1         | Осокорки                |                       | ключевое                     |                                | 50°21′59″ с. ш. 30°39′21″ в. д. |
| озеро Горячка                             |                                | 4,1         | Позняки                 |                       | пруд                         |                                | 50°25′16″ с. ш. 30°37′50″ в. д. |
| озеро                                     |                                | 4           | Осокорки                |                       | ключевое                     |                                | 50°23′10″ с. ш. 30°39′34″ в. д. |
| пруд                                      |                                | 3,8         | Совские пруды           | Верхние Совские пруды | пруд                         |                                | 50°24′30″ с. ш. 30°28′46″ в. д. |
| озеро Рыбное                              |                                | 3,7         | Быковнянский лес        |                       | пруд                         |                                | 50°28′04″ с. ш. 30°42′22″ в. д. |
| пруд                                      | Дидоровские пруды              | 3,6         | Голосеево               | Голосеевский руч.     | пруд                         |                                | 50°22′46″ с. ш. 30°31′13″ в. д. |
| озеро Зариваха                            |                                | 3,5         | Нижние сады             | Осокорковские озёра   | ключевое                     |                                | 50°23′17″ с. ш. 30°36′40″ в. д. |
| Синее озеро                               |                                | 3,2         | Синеозёрный             |                       | ключевое                     |                                | 50°30′39″ с. ш. 30°24′04″ в. д. |
| озеро Берёзка                             |                                | 3,2         | Гидропарк               |                       | заливное                     |                                | 50°26′15″ с. ш. 30°34′43″ в. д. |
| озеро Дидоровка                           |                                | 2,6         | Голосеево               | Голосеевский руч.     | пруд                         |                                | 50°22′32″ с. ш. 30°30′09″ в. д. |
| Верхний Китаевский пруд                   |                                | 2,6         | Китаево                 | Китаевские пруды      | пруд                         |                                | 50°21′53″ с. ш. 30°32′10″ в. д. |
| озеро                                     |                                | 2,6         | Нижние сады             | Осокорковские озёра   | ключевое                     |                                | 50°22′05″ с. ш. 30°37′05″ в. д. |
| озеро                                     |                                | 2,6         | Осокорки                |                       | ключевое                     |                                | 50°22′05″ с. ш. 30°37′05″ в. д. |
| озеро Человечье                           | Мужское                        | 2,5         | Жуков остров            |                       | ключевое                     |                                | 50°20′50″ с. ш. 30°34′26″ в. д. |
| озеро                                     |                                | 2,5         | Быковнянский лес        | руч. Пляховый         | пруд                         |                                | 50°27′48″ с. ш. 30°39′12″ в. д. |
| пруд в коттеджном поселке «Деснянский»    |                                | 2,5         | село Троещина           |                       | пруд                         | 2000-е                         | 50°31′46″ с. ш. 30°34′57″ в. д. |
| Белое озеро                               | Центральное                    | 2,3         | Оболонь                 |                       | карьер гидронамыва           | 1960-е                         | 50°31′06″ с. ш. 30°30′31″ в. д. |
| пруд Карачун                              |                                | 2,2         | Пуща-Водица             | р. Котурка            | пруд                         |                                | 50°32′57″ с. ш. 30°20′01″ в. д. |
| Лебединое озеро                           |                                | 2,3         | Позняки                 |                       | карьер гидронамыва           |                                | 50°24′00″ с. ш. 30°38′18″ в. д. |
| озеро Королёк                             |                                | 2,3         | Позняки                 |                       | пруд                         |                                | 50°25′04″ с. ш. 30°36′50″ в. д. |
| Нижний Ореховатский пруд                  |                                | 2,2         | Голосеево               | Ореховатские пруды    | пруд                         |                                | 50°23′43″ с. ш. 30°30′40″ в. д. |
| пруд                                      | Голосеевские пруды             | 2,2         | Голосеево               | Голосеевский руч.     | пруд                         |                                | 50°22′45″ с. ш. 30°31′00″ в. д. |
| бассейны рыбхоза                          |                                | 2,2         | Теличка                 | Киеврыбхоз            | пруд                         |                                | 50°22′20″ с. ш. 30°34′15″ в. д. |
| озеро Малиновка                           | Огурец                         | 2,1         | Воскресенские сады      |                       | ключевое                     |                                | 50°29′10″ с. ш. 30°34′18″ в. д. |
| озеро                                     |                                | 2           | Бортничи                |                       | ключевое                     |                                | 50°21′34″ с. ш. 30°41′36″ в. д. |
| Городской пруд                            |                                | 1,8         | Пуща-Водица             | р. Котурка            | пруд                         |                                | 50°31′42″ с. ш. 30°21′07″ в. д. |
| озеро Ярёмино                             |                                | 1,8         | Нижние сады             | Осокорковские озёра   | ключевое                     |                                | 50°23′07″ с. ш. 30°36′25″ в. д. |
| озеро Гнилуша                             |                                | 1,8         | село Троещина           | р. Радосинь           | пруд                         |                                | 50°30′32″ с. ш. 30°34′32″ в. д. |
| озеро в парке Партизанской Славы          |                                | 1,7         | парк Партизанской Славы |                       | пруд                         |                                | 50°24′51″ с. ш. 30°40′28″ в. д. |
| пруд                                      |                                | 1,6         | ВДНХ                    | р. Нивка              | пруд                         |                                | 50°22′11″ с. ш. 30°28′27″ в. д. |
| пруд в глиняном карьере                   |                                | 1,6         | Пирогово                |                       | карьер                       |                                | 50°21′16″ с. ш. 30°31′47″ в. д. |
| озеро                                     |                                | 1,6         | Нижние сады             | Осокорковские озёра   | ключевое                     |                                | 50°21′35″ с. ш. 30°36′21″ в. д. |
| озеро                                     |                                | 1,6         | Труханов остров         |                       | заливное                     |                                | 50°28′34″ с. ш. 30°32′43″ в. д. |
| озеро                                     |                                | 1,5         | Нижние сады             | Осокорковские озёра   | ключевое                     |                                | 50°21′00″ с. ш. 30°36′38″ в. д. |
| озеро                                     |                                | 1,4         | Нижние сады             | Осокорковские озёра   | ключевое                     |                                | 50°21′15″ с. ш. 30°36′45″ в. д. |
| озеро в парке Партизанской Славы          |                                | 1,4         | парк Партизанской Славы |                       | пруд                         |                                | 50°24′56″ с. ш. 30°40′28″ в. д. |
| озеро Пингвин                             | Куренёвское карьерное озеро    | 1,3         | Куренёвка               | р. Сырец              | карьер                       |                                | 50°29′18″ с. ш. 30°27′30″ в. д. |
| озеро Вира                                |                                | 1,3         | Южная Борщаговка        |                       | пруд                         | 1960-е                         | 50°24′43″ с. ш. 30°23′16″ в. д. |
| Верхние Ореховатские пруды                |                                | 1,3         | Голосеево               | Ореховатские пруды    | пруд                         |                                | 50°23′12″ с. ш. 30°29′56″ в. д. |
| пруд № 2                                  | Палладинские пруды             | 1,3         | Феофания                | Феофаниевские пруды   | пруд                         |                                | 50°20′26″ с. ш. 30°29′29″ в. д. |
| озеро Пономаревское                       |                                | 1,3         | Нижние сады             | Осокорковские озёра   | ключевое                     |                                | 50°23′14″ с. ш. 30°37′13″ в. д. |
| озеро                                     |                                | 1,3         | Бортничи                |                       | ключевое                     |                                | 50°22′33″ с. ш. 30°40′58″ в. д. |
| озеро                                     |                                | 1,3         | Труханов остров         |                       | заливное                     |                                | 50°28′21″ с. ш. 30°32′27″ в. д. |
| пруд в госпитале МВД                      |                                | 1,2         | Минское шоссе           | урочище Мушанка       | пруд                         |                                | 50°31′50″ с. ш. 30°26′43″ в. д. |
| отстойник очистных сооружений «Радужный»  |                                | 1,2         | Радужный                |                       | техническое                  |                                | 50°29′25″ с. ш. 30°34′20″ в. д. |
| Прибабье озеро                            |                                | 1,2         | Труханов остров         |                       | заливное                     |                                | 50°28′24″ с. ш. 30°32′45″ в. д. |
| озеро                                     |                                | 1,2         | Труханов остров         |                       | заливное                     |                                | 50°28′26″ с. ш. 30°32′34″ в. д. |
| пруд в Казённом лесу                      |                                | 1,1         | Казённый лес            |                       | пруд                         |                                | 50°26′42″ с. ш. 30°22′22″ в. д. |
| озеро Глинка                              |                                | 1,1         |                         |                       | карьер                       | 1950-е                         | 50°24′35″ с. ш. 30°31′44″ в. д. |
| пруд № 5                                  |                                | 1,1         | Феофания                | Палладинские пруды    | пруд                         |                                | 50°20′10″ с. ш. 30°29′26″ в. д. |
| озеро                                     |                                | 1,1         | Нижние сады             | Осокорковские озёра   | ключевое                     |                                | 50°20′51″ с. ш. 30°36′52″ в. д. |
| озеро                                     |                                | 1,1         | Нижние сады             | Осокорковские озёра   | ключевое                     |                                | 50°21′57″ с. ш. 30°36′09″ в. д. |
| озеро в Нижнем каскаде Вигуровских озёр   |                                | 1,1         | Вигуровщина-Троещина    |                       | карьер гидронамыва           | начало 1980-х                  | 50°29′48″ с. ш. 30°34′46″ в. д. |
| пруд Кулик                                |                                | 1           | посёлок Шевченко        | р. Коноплянка         | пруд                         |                                | 50°31′03″ с. ш. 30°26′39″ в. д. |
| пруд                                      |                                | 1           | Совки                   | Совские пруды         | пруд                         |                                | 50°24′43″ с. ш. 30°28′28″ в. д. |
| Средний Ореховатский пруд                 |                                | 1           | Голосеево               | Ореховатские пруды    | пруд                         |                                | 50°23′19″ с. ш. 30°30′16″ в. д. |
| Средний Мышеловский пруд                  |                                | 1           | Мышеловка               | Голосеевский руч.     | пруд                         |                                | 50°22′32″ с. ш. 30°31′44″ в. д. |
| Средний Китаевский пруд                   |                                | 1           | Китаево                 | Китаевские пруды      | пруд                         |                                | 50°22′00″ с. ш. 30°32′38″ в. д. |
| пруд рыбхоза                              |                                | 1           | Теличка                 | Киеврыбхоз            | пруд                         |                                | 50°22′23″ с. ш. 30°34′26″ в. д. |
| пруд                                      |                                | 1           | Пуща-Водица             | р. Котурка            | пруд                         |                                | 50°31′30″ с. ш. 30°21′32″ в. д. |
| озеро в парке Партизанской Славы          |                                | 1           | парк Партизанской Славы |                       | пруд                         |                                | 50°24′49″ с. ш. 30°40′39″ в. д. |
| Отрадное озеро                            | Интеграл                       | 0,9         | Отрадный                |                       | пруд                         |                                | 50°26′01″ с. ш. 30°25′32″ в. д. |
| Птичье (Луговое) озеро                    |                                | 0,8         | Оболонь                 | озёра Опечень         | карьер гидронамыва           | 1960-е                         | 50°30′21″ с. ш. 30°28′50″ в. д. |
| Нижний Мышеловский пруд                   |                                | 0,8         | Мышеловка               | Голосеевский руч.     | пруд                         |                                | 50°22′19″ с. ш. 30°32′19″ в. д. |
| Пескун                                    | Пискун                         | 0,8         | Нижние сады             | Осокорковские озёра   | ключевое                     |                                | 50°22′26″ с. ш. 30°36′47″ в. д. |
| Нижний Китаевский пруд                    |                                | 0,7         | Китаево                 | Китаевские пруды      | пруд                         |                                | 50°22′07″ с. ш. 30°32′34″ в. д. |
| пруд № 3                                  |                                | 0,7         | Феофания                | Палладиевские пруды   | пруд                         |                                | 50°20′20″ с. ш. 30°29′32″ в. д. |
| озеро Контейнерка                         |                                | 0,7         | ДВРЗ                    | Дарницкий канал       | пруд                         |                                | 50°26′57″ с. ш. 30°39′45″ в. д. |
| озеро Малиновка                           | Зеркалка                       | 0,7         | Воскресенские сады      |                       | ключевое                     |                                | 50°29′07″ с. ш. 30°34′03″ в. д. |
| Голубое озеро                             | Бетонка                        | 0,6         | Виноградарь             |                       | пруд                         |                                | 50°30′29″ с. ш. 30°24′45″ в. д. |
| Глубокое озеро                            |                                | 0,6         | остров Муромец          |                       | заливное                     |                                | 50°28′34″ с. ш. 30°32′43″ в. д. |
| пруд в парке «Орлёнок»                    |                                | 0,5         | Отрадный                |                       | пруд                         | 1960-е, ремонт 2007            | 50°26′41″ с. ш. 30°25′37″ в. д. |
| Верхний Мышеловский пруд                  |                                | 0,5         | Мышеловка               | Голосеевский руч.     | пруд                         |                                | 50°22′37″ с. ш. 30°31′34″ в. д. |
| пруд № 1                                  | Палладиевские пруды            | 0,5         | Феофания                | Феофаниевские пруды   | пруд                         |                                | 50°20′34″ с. ш. 30°29′15″ в. д. |
| пруд № 4                                  | Палладиевские пруды            | 0,5         | Феофания                | Феофаниевские пруды   | пруд                         |                                | 50°20′15″ с. ш. 30°29′28″ в. д. |
| озеро Ковтун                              | Колтун                         | 0,3         | Позняки                 |                       | пруд                         |                                | 50°25′04″ с. ш. 30°37′39″ в. д. |

## Питьевая вода
По данным Управления экологической безопасности Киева, забор «свежей воды питьевого качества» в городе — около миллиарда кубометров в год. Основными поставщиками столичного водопровода являются Деснянский и Днепровский водозаборы. По данным экологов, Днепр и Десна в границах города относятся к III классу — «умеренно загрязнённая вода», а в некоторых местах — к IV классу — «грязная вода».
Загрязнение воды наносит большой ущерб здоровью жителей города. Повышенная концентрация в воде изотопов углерода, водорода и кислорода ускоряет процесс старения организма; даже ничтожные доли трития угнетают жизнедеятельность; соли алюминия даже в самых малых дозах вызывают у детей умственную отсталость.

## Состояние водопроводов и канализаций
Поверхностные стоки отводятся сетью коллекторов дождевой канализации в Днепр через 80 выпусков, ещё 52 подключены к Лыбеди и Сырцу.
Водопроводные и канализационные сети Киева очень изношены и находятся в плачевном состоянии. Многочисленные проверки показали, что изношенность основных фондов Днепровской и Деснянской водопроводных станций достигает 60 %. На киевских системах водоснабжения до сих пор действуют участки, запущенные в эксплуатацию в 1872 году. Некоторые из старых труб не приводились в порядок более 50 лет.
Такое состояние водопроводной системы Киева может привести к техногенной катастрофе — затоплению столицы. Чтобы этого избежать, необходимо немедленно заменить почти четверть (22 %) городской водопроводной сети. А это — 824 км коммуникаций.
Вторая проблема, которая может привести к экологической катастрофе на национальном уровне, — это стопроцентная изношенность Бортнической станции аэрации. Дальнейшая эксплуатация станции может стать причиной техногенной аварии. Использование существующих иловых полей может привести к прорыву дамбы, поскольку фактический объём осадков уже в несколько раз превышает проектную нагрузку. Те отходы, которые образуются в результате работы объекта, уже некуда вывозить. Площадки иловых полей рассчитаны максимум на 3,5 млн кубометров отходов, а сейчас там находится уже более 8,5 млн кубометров.

## Зелёные насаждения

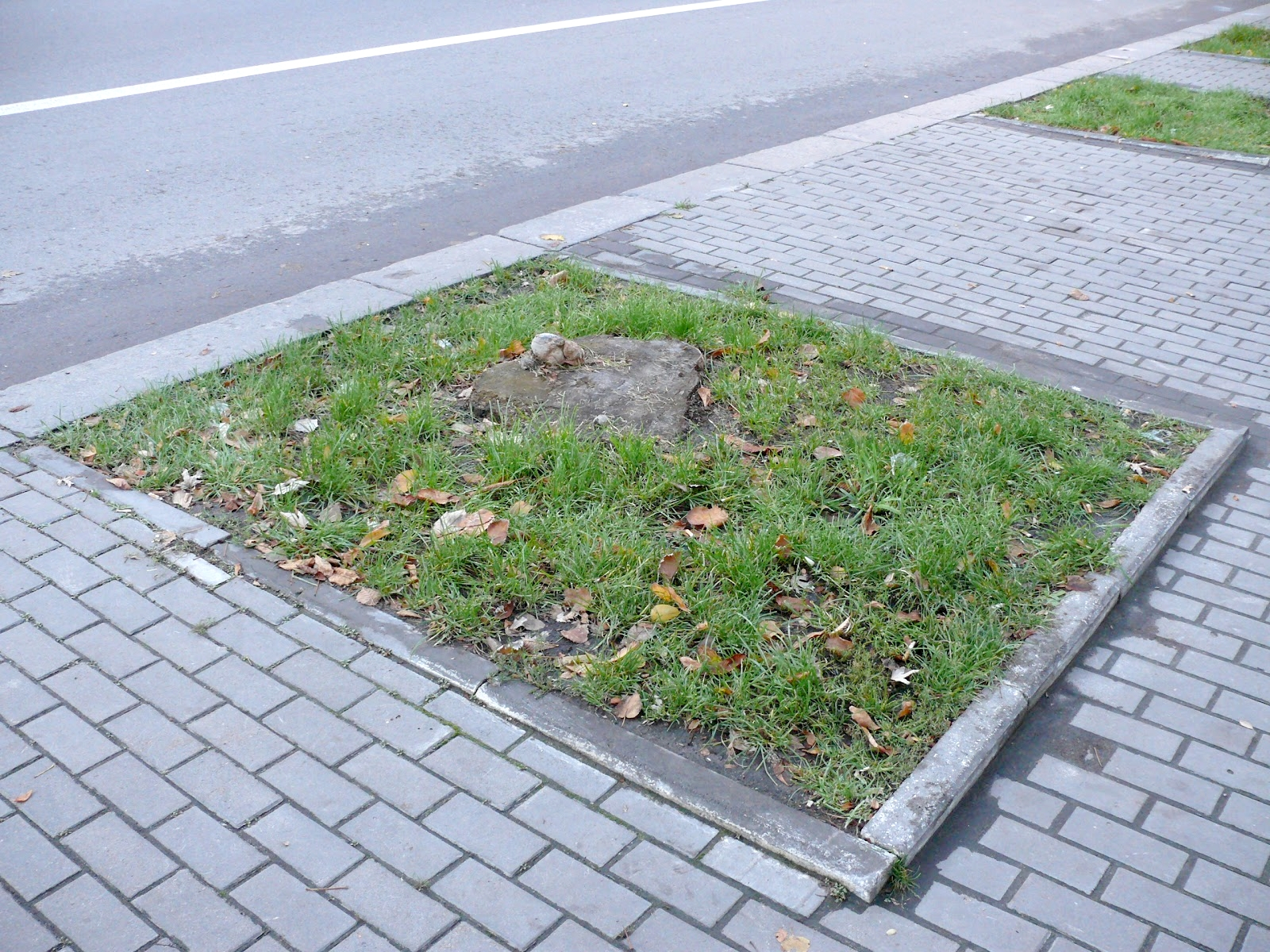
[http://klim-ua.blogspot.com/2012/11/blog-post_4.html Экоцид в Киеве

Город окружён почти сплошным кольцом лесов. На севере, северо-западе и западе (зона смешанных лесов) расположены хвойные и широколиственные, в лесостепной зоне — широколиственные леса. Более половины территории Киева занимают природные и искусственные лесопарки и парки, зелёные насаждения общего пользования и водоёмы. Основой системы зелёных насаждений города является уникальный водно-зелёный диаметр длиной в 30 км и шириной 1,5-5 км, который включает акваторию Днепра с островами, прибрежные парки и лугопарки. В урочищах Феофания и на Лысой горе попадаются могучие 150-летние дубы. Возле Днепра встречаются «лоскутки» дубовых лесов, где есть деревья с диаметром более 2 м [2] Архивная копия от 31 марта 2014 на Wayback Machine.
В последние годы площадь зелёных зон стремительно сокращается — отдаётся под застройку, часто незаконную.
Свыше 25 видов редких растений, которые растут в Киеве, внесены в Красную книгу Украины [2].
На территории Киева произрастает ряд вековых деревьев возрастом от 100 до 800—900 лет, они являются ботаническими памятниками природы. С 2009 года по инициативе общественной организации «Киевский общественно-экологический центр» совместно с Государственной службой заповедного дела проводится перепись и обследование вековых деревьев, определяется их экологическая, культурно-историческая и эстетическая ценность, такие деревья вносятся в Государственный природно-заповедный фонд Украины, часто им даются индивидуальные имена. Двадцать киевских вековых деревьев вошли в список 500 выдающихся деревьев Украины. Всего по состоянию на 2011 год в городе зарегистрировано более 140 мест произрастания вековых деревьев; на декабрь 2009 года из них заповедано 86 мест с общим числом деревьев 349. Самым старым деревом Киева называют дуб Грюневальда в Конча-Заспе. В 2010 году этот дуб стал первым из 17 деревьев, награждённых по приказу Министерства охраны природы Украины почётным званием «Национальное дерево Украины».

## Бытовые отходы
Большой проблемой Киева являются свалки, расположенные вокруг города. На свалках скапливается огромное количество отходов, в том числе ксенобиотиков, не разлагаемых в природе (токсичные полистиролы, полиэтилены, пластмассы). В результате происходит загрязнение почв, грунтовых вод, водоёмов, находящихся поблизости. На свалках массово собираются птицы, которые разносят инфекции со свалок по всему городу.

### Статьи
- Что погубит жизнь в столице? Архивировано 2 апреля 2015 года.
- Лучшие места для наблюдений за птицами в Киеве. Архивировано 21 апреля 2013 года.
- Полной грудью: где в Киеве воздух чище. Архивировано 21 апреля 2008 года.
- Жизнь в Киеве опасна для здоровья. Архивировано 25 марта 2008 года. Украинская столица вошла в тридцатку самых грязных городов мира.
- Столица в ожидании коллапса: архитектурного, транспортного, экологического. Архивировано 28 марта 2008 года.
- Болячка мегаполиса. Архивировано 14 марта 2008 года.
- Владимир Борейко: Через пять лет Киев ждёт экологическая катастрофа. Город утонет в отходах. Архивировано 29 июля 2008 года.
- Цветём и пахнем. Архивировано 3 ноября 2007 года. О проблеме твёрдых бытовых отходов.
- Сто дней до катастрофы: утонет ли Киев в нечистотах? Архивировано 1 мая 2008 года.